# Севастопольская (станция метро)
«Севасто́польская» — станция Серпуховско-Тимирязевской линии Московского метрополитена. Открыта в составе участка «Серпуховская» — «Южная» 8 ноября 1983 года. Глубина заложения — 13 м.

## История и происхождение названия
Станция открыта 8 ноября 1983 года в составе первого участка Серпуховской линии «Серпуховская» — «Южная», после ввода в эксплуатацию которого в Московском метрополитене стало 123 станции. В проекте станция носила названия «Каховская» и «Зюзино», при открытии получила название в честь города-героя Севастополя.
Открытие станции привело к образованию в Московском метрополитене первого пересадочного узла, расположенного за пределами Кольцевой линии (следующим таким узлом 9 февраля 1985 года стала «Каширская», когда Замоскворецкая линия была продлена до станции «Орехово»).

## Конструкция
Конструкция станции — колонная трёхпролётная мелкого заложения. Усилена из-за расположения под «Каховской», поэтому станция была построена классическим «сороконожковым» типом: два ряда по 40 колонн (вместо распространённых в то время 26). Шаг колонн — 4 м (вместо 6 м). В центре зала, в месте пересечения с «Каховской» под углом в 96/84 градусов, устроено примыкание «из центра в центр», поднимающиеся лестницы ведут в западную часть зала «Каховской». Перекрытие в точке сопряжения собрано из чугунных конструкций и дважды усилено потолочными балками (похожие типы перекрытия имеются на станциях «Ленинский проспект» и «Октябрьское Поле», оставленные в качестве заделов под пересадки).
Архитектор метро Н. А. Алёшина отозвалась о «Севастопольской» как о станции-«первопроходчике» нового типа сборных конструкций, позже применяемых на всех последующих «сороконожках». Дело в том, что в потолочной конструкции «Севастопольской» из-за своего положения было задействовано не 84 сборных тюбинга, как раньше, а 140, каждый — шириной 1,17 м. Такие тюбинги оказывают меньшую нагрузку на опоры, а также лучше противостоят потолочным протечкам, с чем в основном боролись при заложении типовых «сороконожек» 1970-х годов.

## Оформление
Колонны и путевые стены облицованы белым мрамором, над платформой — белый кессонированный потолок с люминесцентными светильниками. Тема архитектурно-художественного оформления — «Севастополь — город-герой» — решена в мозаичных панно на морские темы. Также изображены некоторые достопримечательности Севастополя (художник О. А. Иконников).

## Вестибюли и пересадки
На станции имеется один вестибюль. Через подземный переход можно выйти на Азовскую улицу и Севастопольскую площадь. Переход в центре зала ведёт на станцию «Каховская», которая с 30 марта 2019 года по 7 декабря 2021 года была закрыта на реконструкцию. 30 декабря 2023 года в северном торце станции открылся новый переход на станцию «Каховская».

## Станция в цифрах
Пассажиропоток по вестибюлям за сутки (2002):
- Пассажиропоток по входу — 10 тыс. чел.
- Пассажиропоток по выходу — 7,9 тыс. чел.
- Таблица времени прохождения первого поезда через станцию[4]:

| По чётным числам                         | Будние дни | Выходные дни |
| По нечётным числам                       | Будние дни | Выходные дни |
| В сторону станции «Нахимовский проспект» | 05:33      | 05:33        |
| В сторону станции «Нахимовский проспект» | 05:33      | 05:33        |
| В сторону станции «Чертановская»         | 06:06      | 06:09        |
| В сторону станции «Чертановская»         | 06:06      | 06:09        |

## Наземный общественный транспорт
На этой станции можно пересесть на следующие маршруты городского пассажирского транспорта:
- Автобусы: 67, 224, 273, с918, 922, 926, 968, с977, 993, т60, т72, н8
- Трамваи: 1, 3, 16

## Станция в массовой культуре
Роман Дмитрия Глуховского «Метро 2034» начинается с описания станции «Севастопольская». В первой главе романа также косвенно упоминаются события реконструкции пересадочного узла со станцией «Каховская», в реальности начавшейся через 11 лет после издания романа:

Блокпост был очень удобно расположен. Туннели в этом месте сходились — незадолго до последней войны Метрострой затеял реконструкцию, которая так и не была доведена до конца.— 
Пешеходный коридор дополнительного перехода из северного торца «Севастопольской» в западный вестибюль «Каховской» открылся 30 декабря 2023 года, поэтому в реальности мрачный прогноз Дмитрия Глуховского не сбылся.

## Галерея

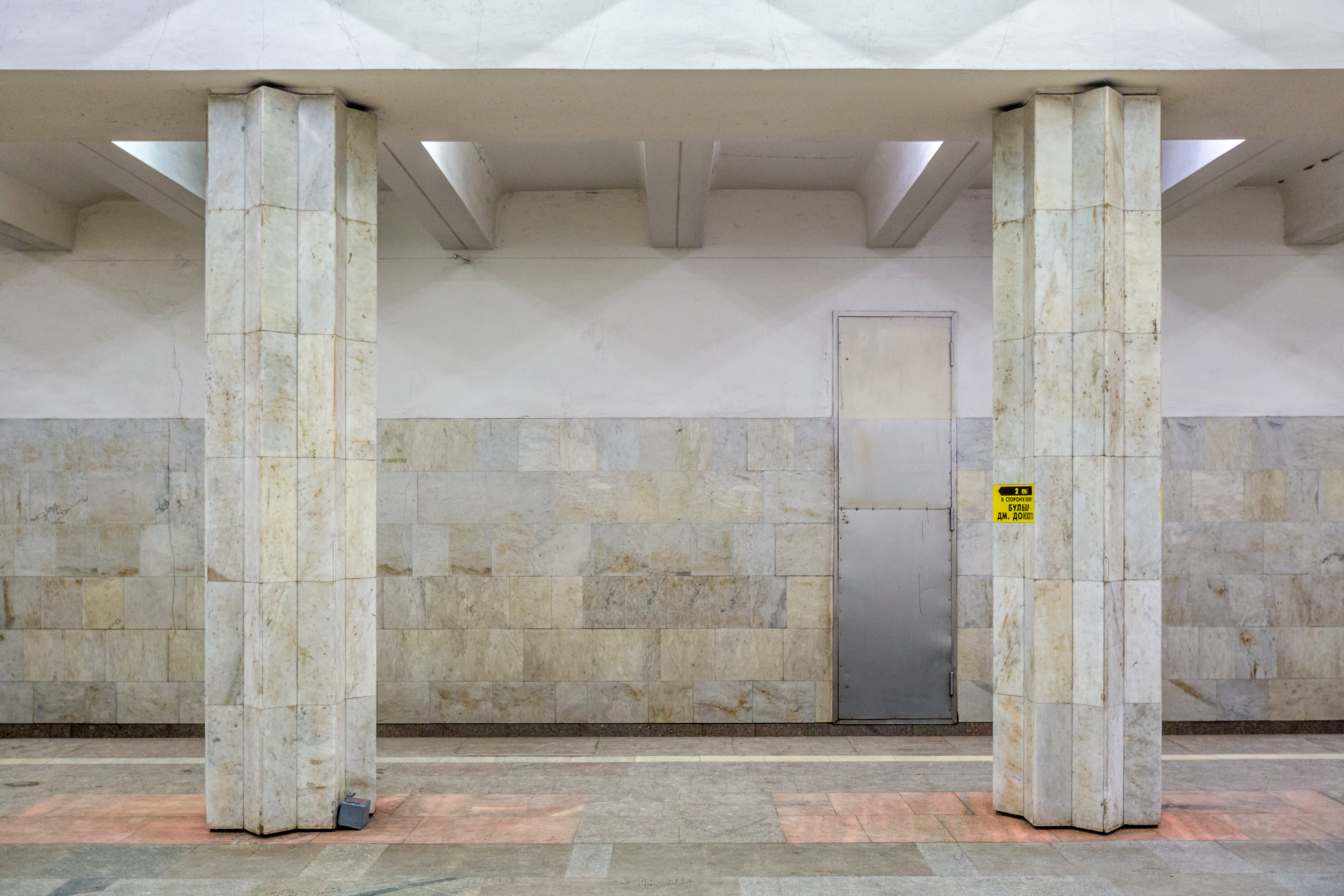
Колонны
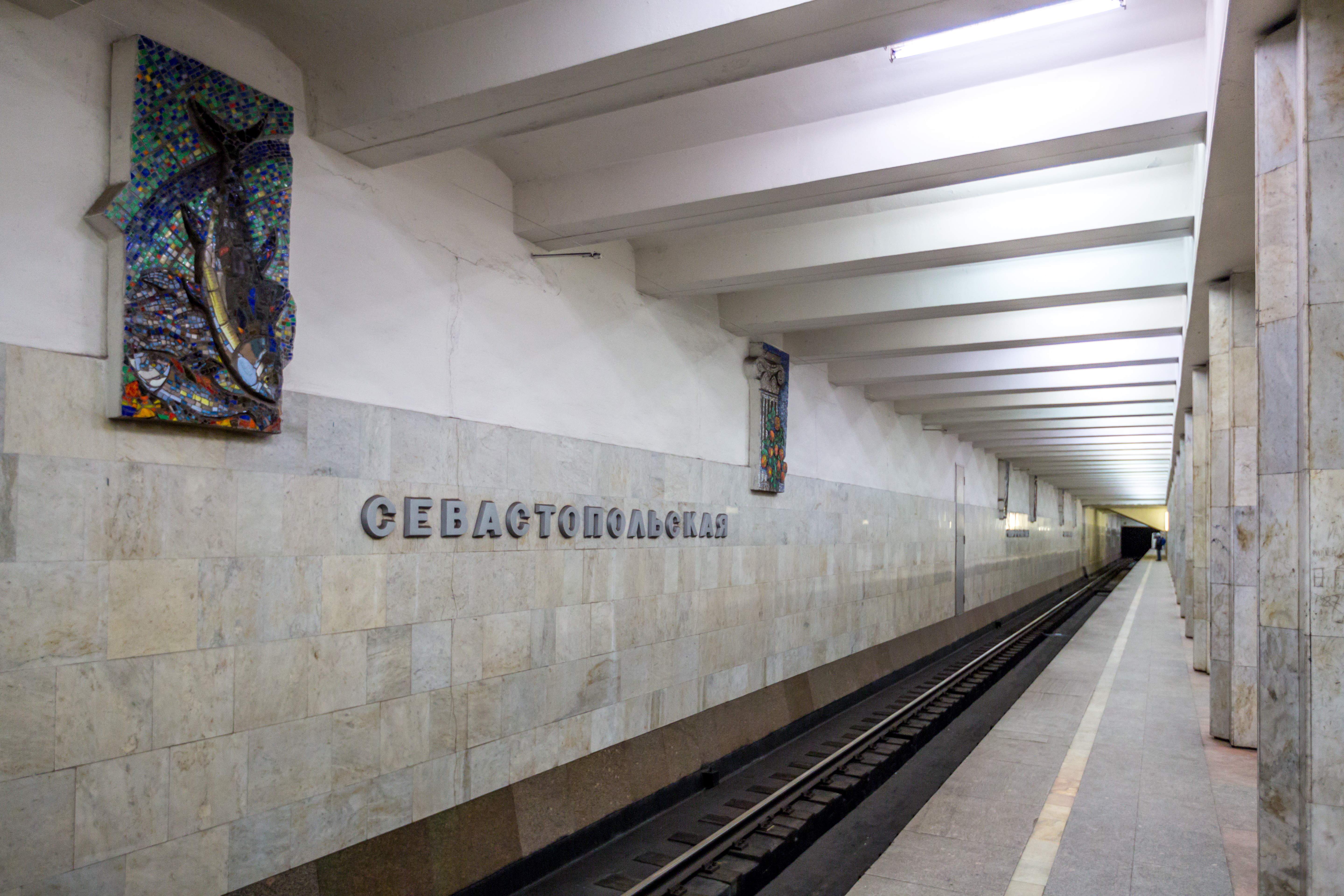
Посадочная платформа
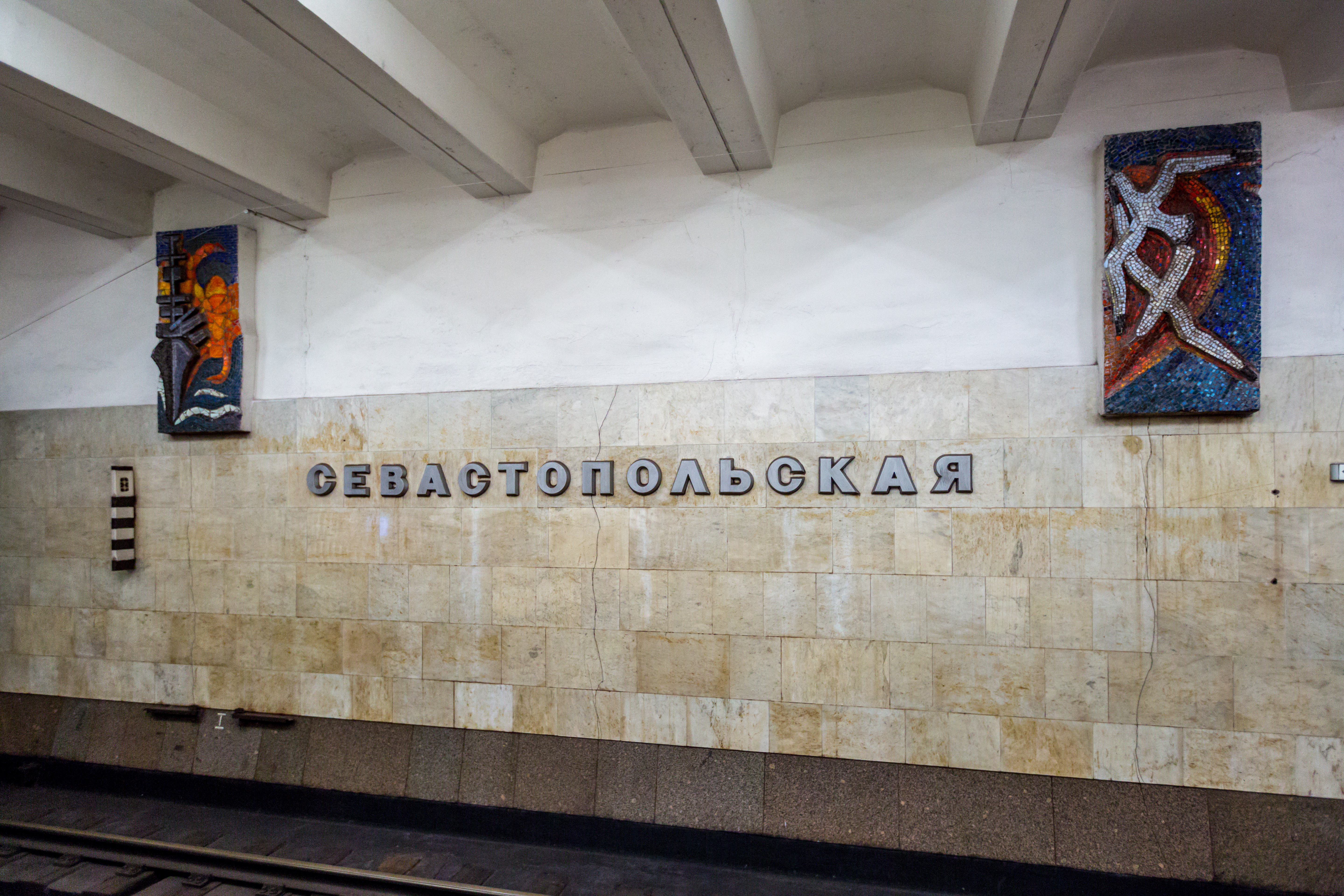
Название на путевой стене
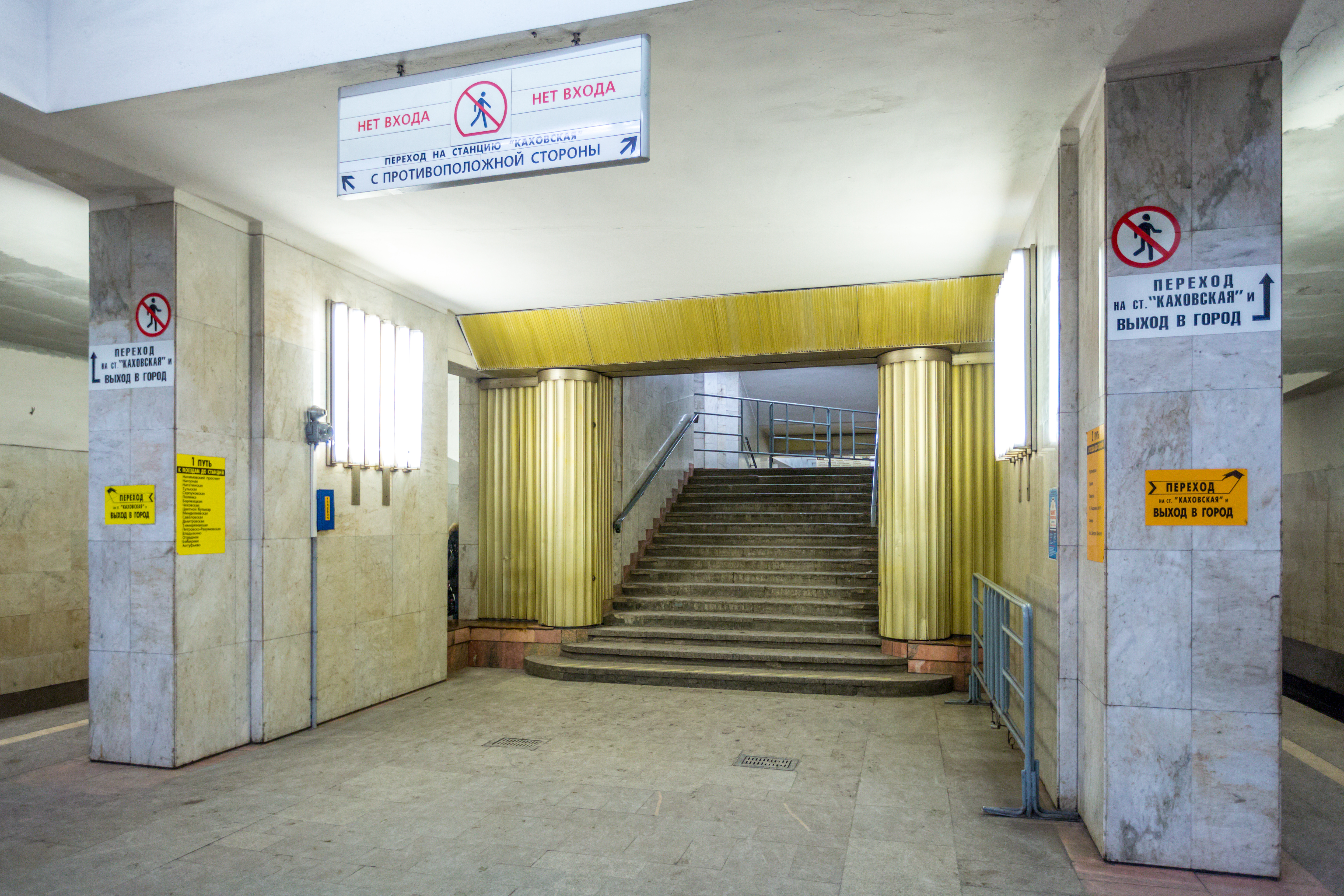
Переход на «Каховскую» до 2019 года
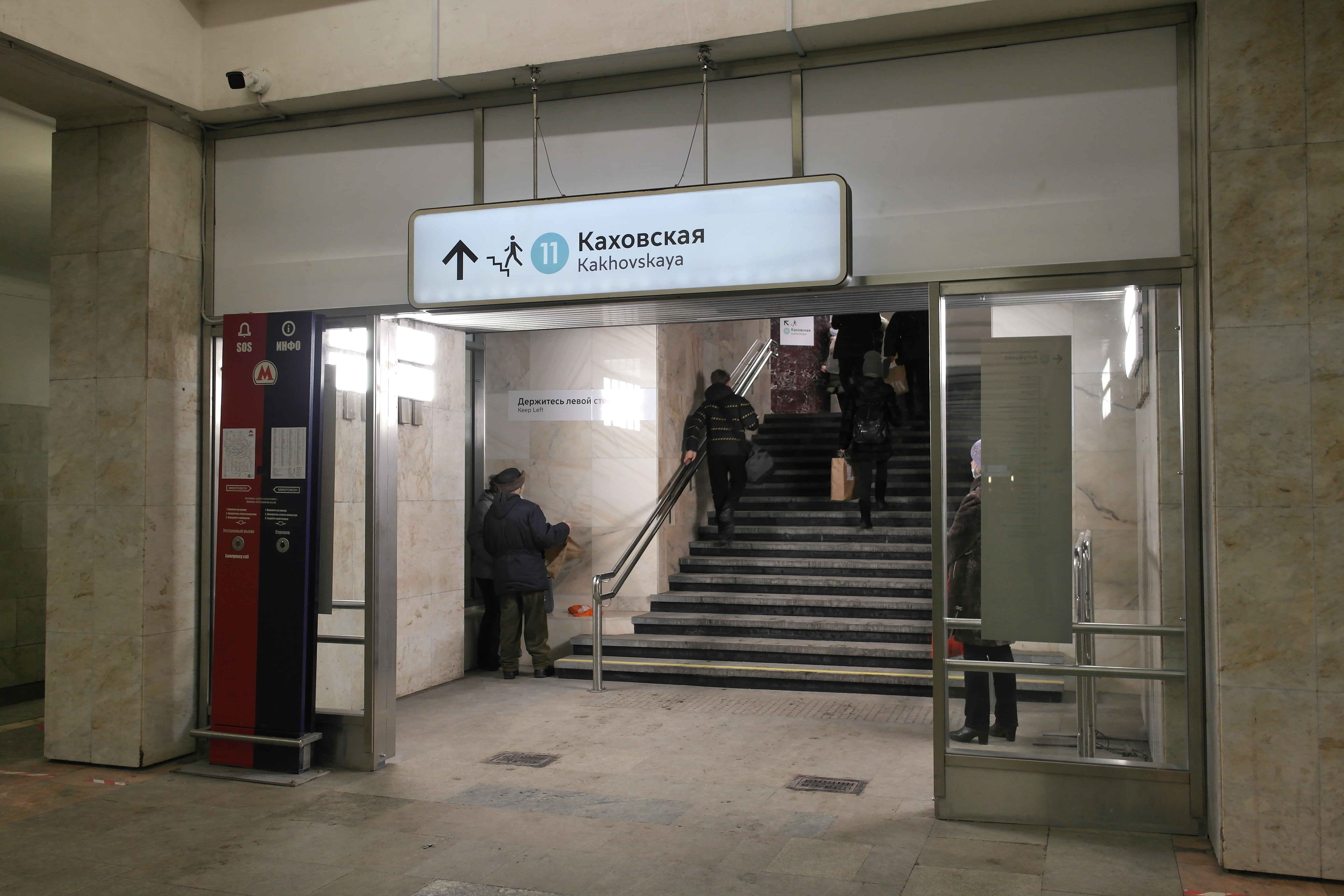
Переход на «Каховскую» в 2021 году
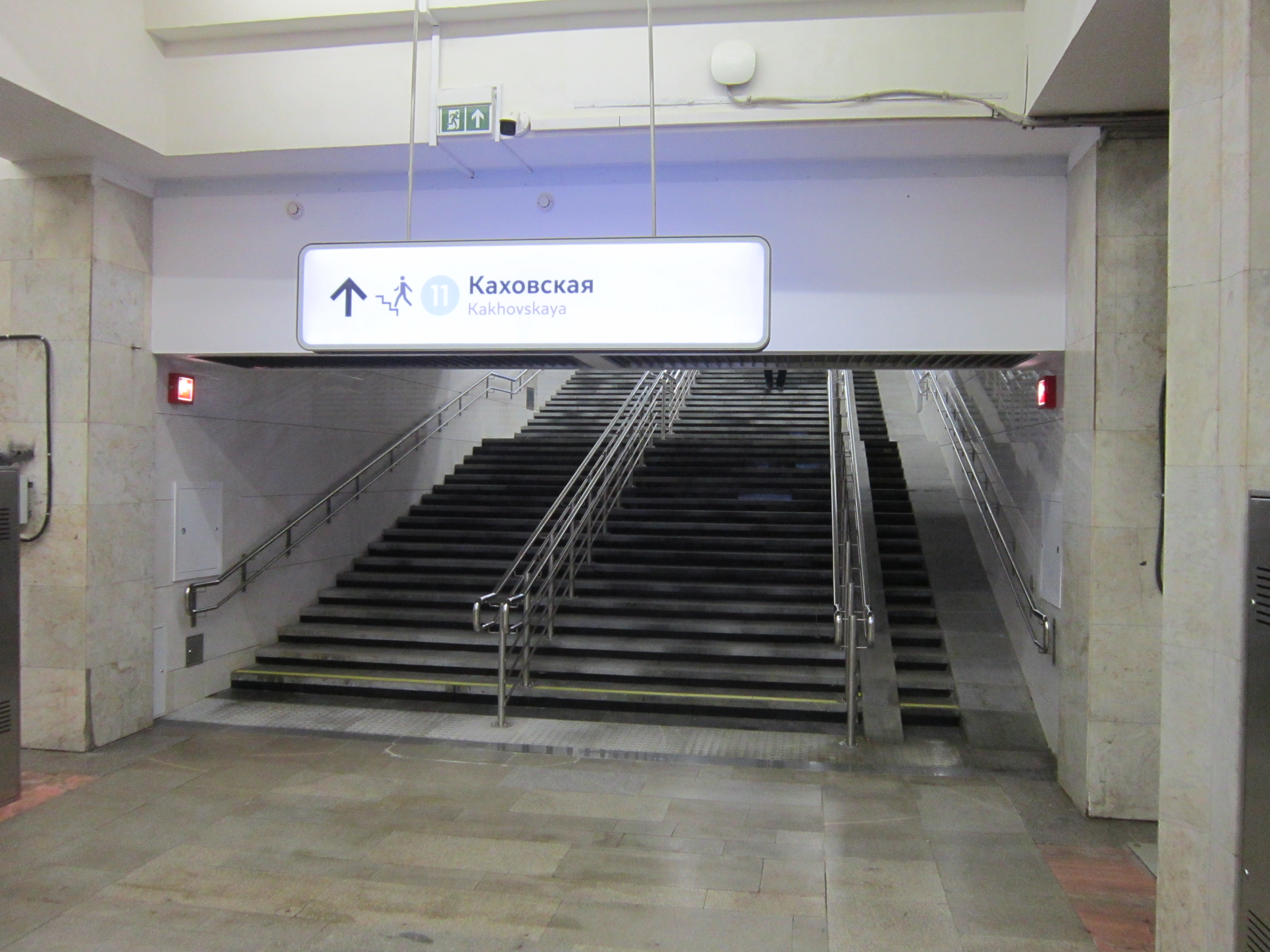
Северный торец зала
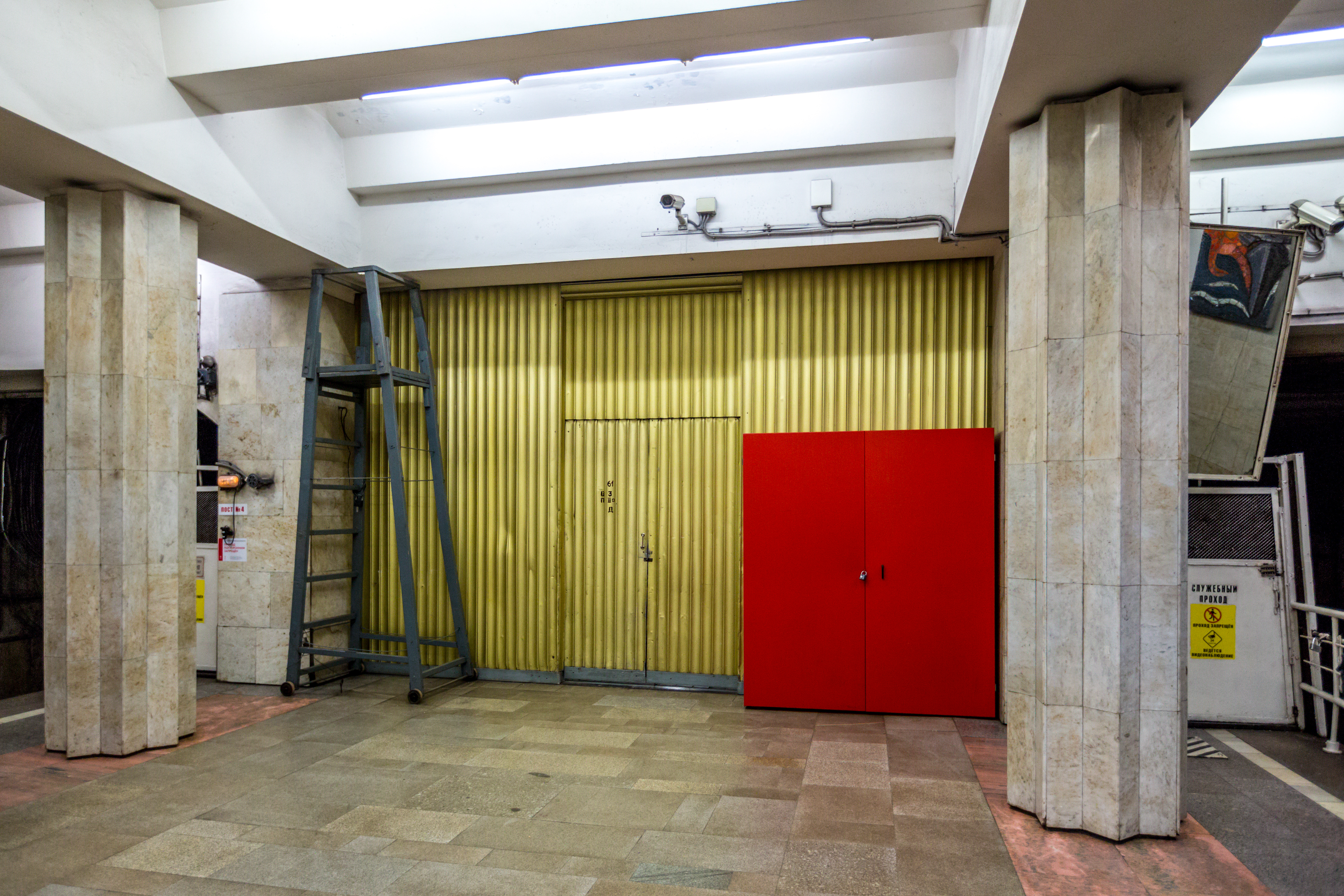
Северный торец зала (до 2023 года)
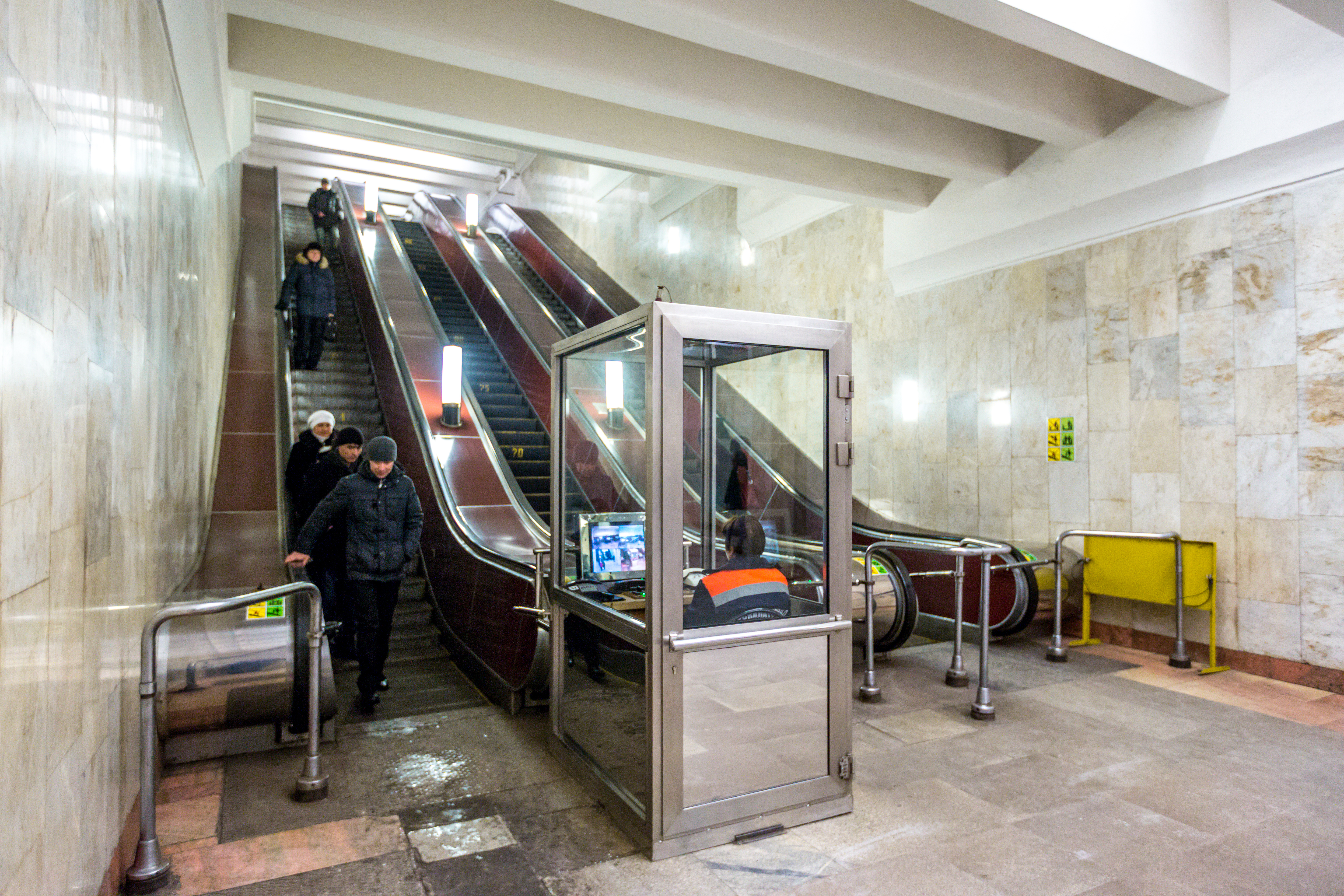
Эскалаторный наклон
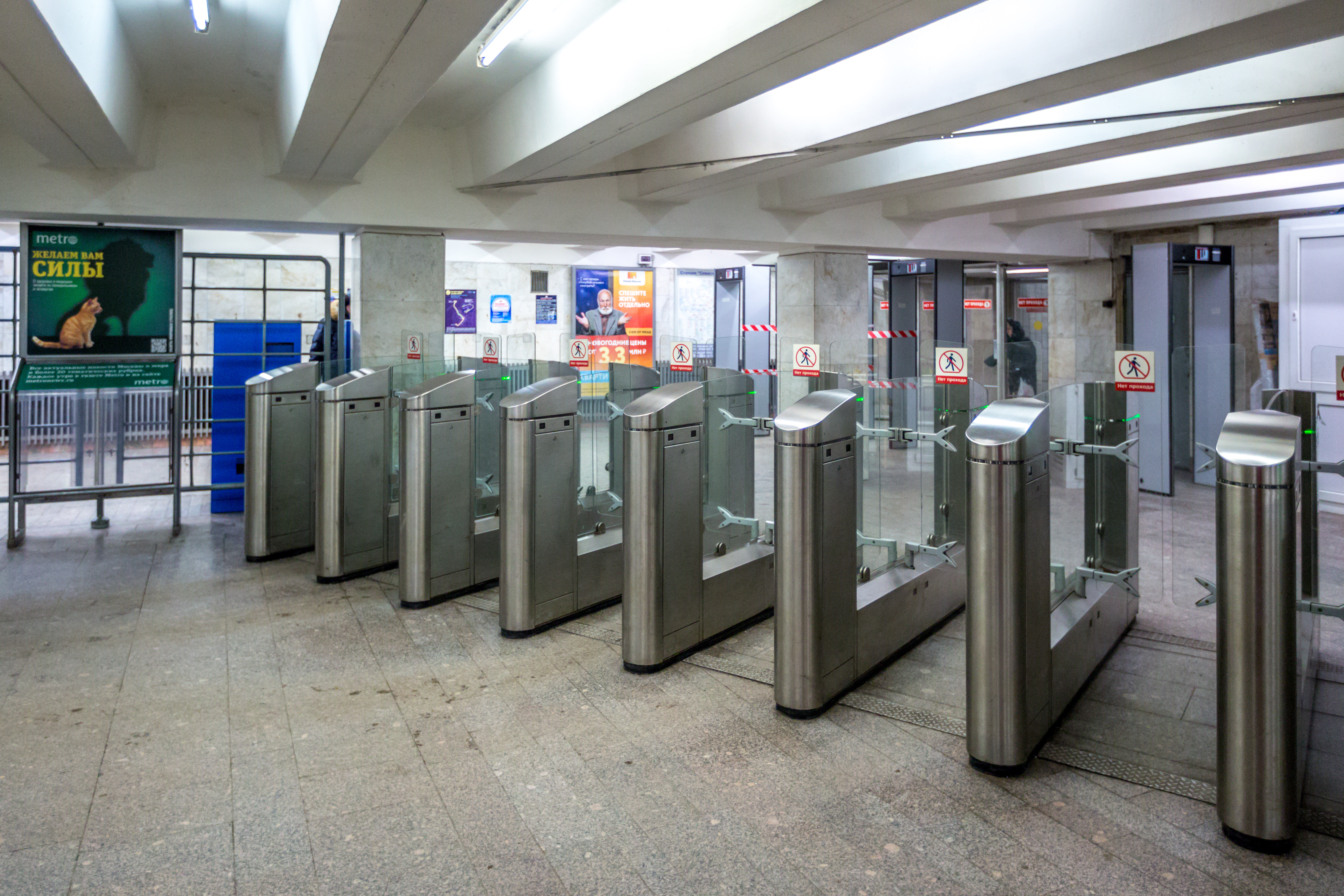
Турникетный зал